# Hipposideros inornatus
Hipposideros inornatus е вид бозайник от семейство Hipposideridae. Видът е световно застрашен, със статут Уязвим.

## Разпространение
Разпространен е в Австралия.